# Anastrepha similis
Anastrepha similis är en tvåvingeart som beskrevs av Greene 1934. Anastrepha similis ingår i släktet Anastrepha och familjen borrflugor.
Artens utbredningsområde är Panama. Inga underarter finns listade i Catalogue of Life.